# قدرت جهل

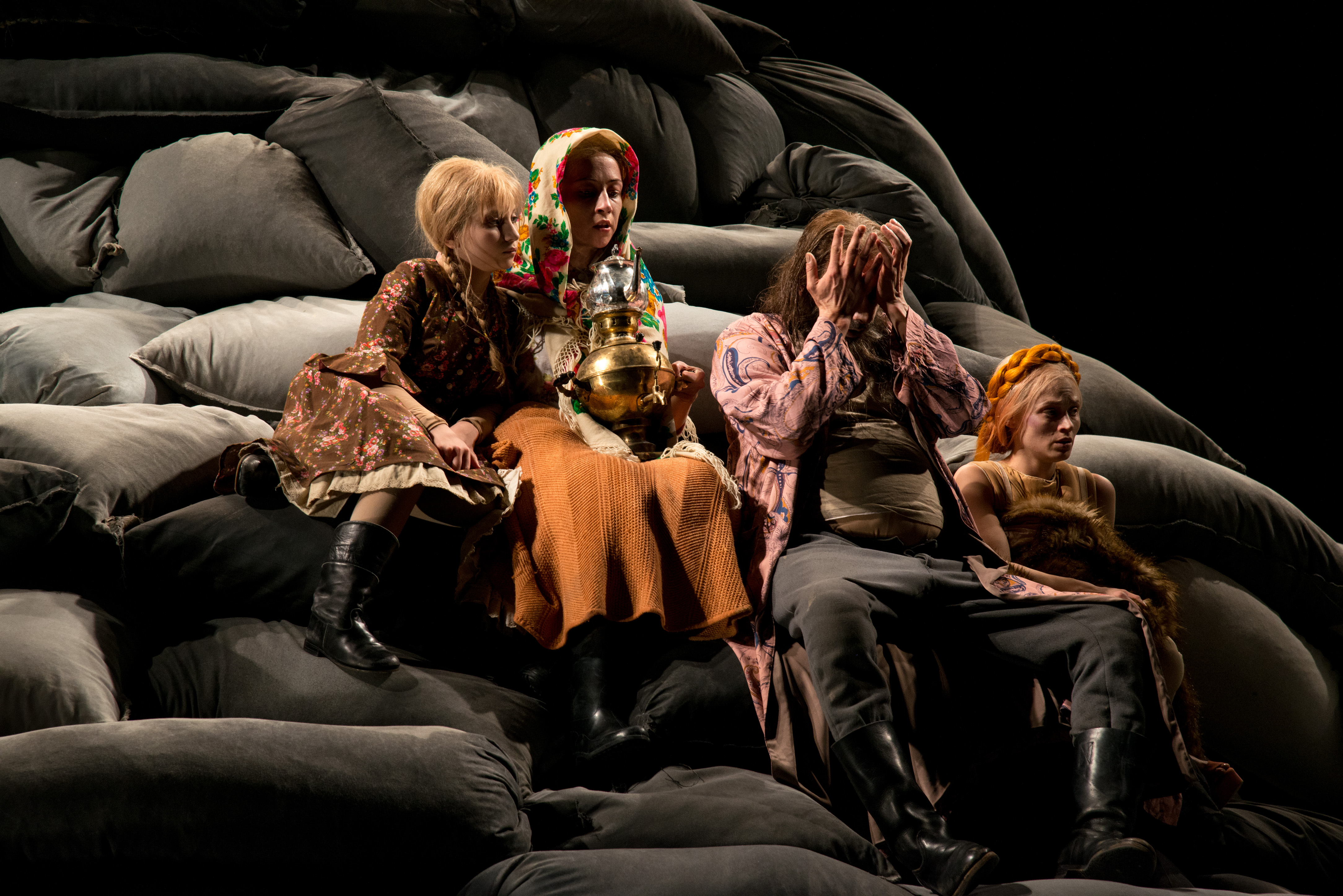
آکادمی تئاتر وین، ۲۰۱۵
عکس از فرانسیسکو پِرالتا تورِهان

قدرت تاریکی یا قدرت جهل  (روسی: Власть тьмы)نمایشنامه ایست در پنج پرده درام از  لئو تالستوی. این نمایشنامه در سال ۱۸۸۶ نوشته شد و تا سال ۱۹۰۲ در روسیه ممنوع بود، بیشتر بر اثر کنستانتین پوبدونوستسف. با وجود ممنوعیت، این نمایشنامه به صورت غیررسمی پدید آمد و بارها خوانده شد.